# 馬の足
馬の足（うまのあし）とは、夜道を歩いているときに遭遇するといわれる日本の妖怪。馬の足が木の枝になぜかぶら下がっているような姿で出現し、不用意に近づくと蹴り飛ばされるといわれる。
福岡県では夜に塀から突き出した木の枝などから現れたという。福岡県久留米市原古賀町では、かつて多くの木々が茂り、後に木が切られて根ばかりになった地があったが、この地でタヌキが通行人を化かし、真夜中には長さ1丈（約3メートル）の馬の足をぶら下げたという。
また山口県の怪談集『岩邑怪談録』によれば、雨の夜、安達氏という家の垣塀から馬の足が突然突き出したと記述があり、前述の福岡の伝承とほぼ同じものと見られている。